# Ян Зборовський

Ян Зборовський (пол. Jan Zborowski, 19 грудня 1538 — 25 серпня 1603, Одолянув) — польський шляхтич, королівський секретар, надвірний гетьман коронний (з 1572 р.), польний гетьман коронний (1576—1584), каштелян гнезненський (з 1576 р.).

## Біографія
Третій син каштеляна краківського Марціна Зборовського (1492—1565) та його дружини Анни Конарської (бл. 1499—1575).
У молодості знаходився при дворах пруського герцога Альбрехта Гогенцоллерна і польського короля Сигізмунда ІІ Августа. У 1559—1561 роках здійснив подорож Німеччиною та Францією. Після повернення на батьківщину обрав для себе військову кар'єру. У 1563—1569 рр. брав участь у Лівонській війні з Московією. За заслуги під час військових дій в 1570 р. отримав чин ротмістра. У 1572 р., після смерті польського короля Сигізмунда ІІ Августа, разом з братами очолив угруповання Зборовських. У 1576 р. підтримав обрання на польський королівський трон трансільванського князя Стефана Баторія. Один з головних підкорювачів Данцига, повсталого проти короля незабаром після обрання на престол Стефана Баторія. У чвари своїх братів з королем не втручався; лише після страти Самуеля 1584 року перейшов в опозицію і на сеймі 1586 року захищав свого брата Кшиштофа.

### Сім'я
- Перша дружина — Мальтцанувна (ім'я нев.), дітей не мали.
- Друга — княжна Єлизавета (Гальшка[1]) з Пронських, донька київського воєводи князя Семена (Фридерика) Пронського,[2] мали доньку Ельжбету (Анну)
- Третя — Катажина Конарська, донька — Зофія — дружина Юрія Радзивілла, Авраама Сенюти[3]